# Chiasmocleis ventrimaculata
La rana de hojarasca del río Pastaza (Chiasmocleis ventrimaculata) es una especie de anfibios de la familia Microhylidae.

## Distribución geográfica
Se encuentra en la Amazonia, en Bolivia, Brasil, Colombia, Perú y Ecuador.

## Hábitat
Su hábitat se encuentra en el bosque tropical, a menos de 400 m de altitud, entre la hojarasca de los pantanos o áreas inundadas. 

## Mutualismo
Mantiene una asociación mutualista con tarántulas conocidas como «arañas polleras», como la Xenesthis immanis. Ambas especies utilizan simultáneamente los mismos refugios diurnos y se alimentan en áreas superpuestas. Las investigaciones sugieren que la rana se beneficia porque muchos insectos son atraídos por los restos de las presas de la araña y esta se beneficia porque la rana depreda las hormigas que van a comer los huevos de tarántula. Aunque los anuros son parte de la dieta de la araña, no ataca a esta rana pues la reconoce por señales químicas.